# Баркатов Олег Ігорович
Оле́г І́горович Баркатов — майор Збройних сил України, учасник російсько-української війни.

## Бойовий шлях
Командир роти 92-ї бригади. 2 березня 2014-го підрозділ піднятий по тривозі, почалося бойове злагоджування. Невдовзі контролювали відтинок українсько-російського кордону. 23 серпня 1-й взвод підрозділу Баркатова направлений на підмогу до Іловайська, однак й сам опинився в оточенні, від обстрілів усю бойова техніку знищено, особовий склад зміг повернутися на базу.
У січні 2015-го танкова рота капітана Баркатова направлена під Артемівськ з огляду на напруженість боїв під Дебальцевим. Танкові роти зайняли три панівні висоти. Колона терористів встигла прорватися до підходу танкістів, при розгортанні боєм ліквідовано 3 танки та бронетехніку терористів, решта відійшли. Другого дня на висоті «Валера» біля Сандарівки в бою танкісти знищили ще 3 танки ворога. Після цього натиск терористів посилився — намагалися захопити Миронівське, танкісти відбили кілька атак, завдавши втрат противнику в живій силі. 28 січня на висоті «Серега» танкісти цілий день з вояками із 128-ї бригади перебували під артобстрілом, після чого терористи рушили в наступ. Танк Василя Божка запалав, проте не перестав прицільно обстрілювати неприятеля. Механік танка Баркатова спостеріг два танки терористів, які під щільним обстрілом знищили. Особовий склад танкістів втрат не зазнав.
Станом на жовтень 2015 року майор Баркатов навчався в університеті ім. Черняховського.
У 2022-му році був командиром зведеного загону, який захищав Кривий Ріг на Інгулецькому напрямку. В 2023 призначений командиром 43ОМБр.

## Нагороди
За особисту мужність і героїзм, виявлені у захисті державного суверенітету та територіальної цілісності України, вірність військовій присязі під час бойових дій та при виконанні службових обов'язків, відзначений — нагороджений
- 13 серпня 2015 року — орденом Богдана Хмельницького III ступеня.